# Hyposoter formosanus
Hyposoter formosanus är en stekelart som först beskrevs av Tohru Uchida 1932.  Hyposoter formosanus ingår i släktet Hyposoter och familjen brokparasitsteklar. Inga underarter finns listade i Catalogue of Life.